# あけぼの (護衛艦・初代)
あけぼの（JDS Akebono, DE-201）は、海上自衛隊の護衛艦。警備隊初の国産警備船の1隻として、昭和28年度計画で建造された。同型艦はないが、同年度計画で建造されたいかづち型が準同型艦にあたる。建造単価は16億円であった。
艦名は「東の空が次第に白んでいく頃」（曙）に由来し、この名を受け継ぐ日本の艦艇としては旧海軍の雷型駆逐艦「曙」、吹雪型駆逐艦「曙」に続き3代目。

## 来歴
1951年（昭和26年）、連合国軍最高司令官マシュー・リッジウェイ大将は、連合国軍占領下の日本に対してパトロール・フリゲート（PF）および上陸支援艇（LSSL）を貸与することを提案した。これを受けて1952年（昭和27年）4月26日、海上保安庁内において、これら軍艦の受け皿となるとともに将来の海軍の母体となるべく、海上警備隊が創設された。そして同年8月1日の保安庁の発足とともに、海上警備隊は海上保安庁の航路啓開部を吸収して警備隊に改組され、陸上部隊である警察予備隊（のちの保安隊）とともに保安庁の隷下に入り、本格的な再編制への体制が整えられることになった。
海上警備隊創設の呼び水となったフリゲート等の貸与は政治上の問題から遅延していたことから、まず整備を完了した船艇を「保管引受け」として借用し、基幹要員の教育訓練が急ピッチで進められることとなった。警備隊の発足時に保有していた船舶は、「保管引受け」中のPF 4隻とLSSL 2隻、および海保から所管換された掃海船等76隻であった（海上自衛隊の掃海船 (編入船)参照）。貸与軍艦の引き渡しは1953年1月14日より開始され、PFは「くす型警備船」、LSSLは「ゆり型警備船」として就役した。警備隊発足年度である昭和27年度予算では、これらの警備船の運用基盤を整備するための支援船（水船や重油船など）の建造が優先され、戦闘艦艇の建造は行われなかった。続く昭和28年度予算でも、当初は小型掃海船2隻が要求されたのみであったが、1952年12月末、大蔵省より、防衛分担金の枠内で130億円を艦船建造費に振り向ける旨の内示があったことから、第二幕僚監部では、急遽、戦闘艦艇の国産新造計画を立案した。
本計画では、甲型警備船（DD）2隻と乙型警備船（DE）3隻のほか合計16隻の建造が決定された。このうち乙型警備船としては、蒸気タービン主機の「あけぼの」と、ディーゼル主機のいかづち型が競作されることになった。

## 設計
同年度の他の艦と同様、基本設計は財団法人船舶設計協会に委託して行われた。計画番号はE-101。計画にあたっては、アメリカ海軍のバックレイ級護衛駆逐艦や大日本帝国海軍の松型駆逐艦や鵜来型海防艦、鴻型水雷艇も参考とされた。

### 船体
基本的には、同年度の甲型警備船（DD）であるはるかぜ型を縮小した設計となっており、平甲板型という船型も踏襲された。なお蒸気タービン主機を採用したことから同年度のディーゼル艦より機関部重量が増大しており、これを補うため、上部構造物にはアルミニウム合金を多用して重量軽減と重心上昇抑制を図った。
蒸気タービン主機の採用に伴って機関科員は増加した。しかし一方で、小型の艦型にもかかわらず28DDと同様の缶・機・缶・機のシフト配置を採用したこともあって、船体全体に対する機関区画の占める割合が増加して居住区画を圧迫しており、乗員スペースは極端に制約され、科員区画のスペースは1人あたり1.6平方メートルと、海軍時代と大差ない程度となった。

### 機関
上記の経緯により、本艦は蒸気タービン主機を採用した。沿岸作戦を基本とするDEとしては高速の28ノットという最大速力が要求された一方、また航続距離は近海行動を前提としてDDの約7割に抑えられた。
28ノットを確保するためには出力18,000馬力が必要と見積もられたことから、設計の参考とされた鴻型水雷艇や松型駆逐艦を含めて大日本帝国海軍の艦艇で広く搭載されていた艦本式タービンをもとに、一段減速の衝動型2胴タイプの主機を搭載した。巡航タービンは手動嵌脱式とされた。推進器は500 rpmと高回転数であった。
ボイラーは、石川島-フォスター・ウィーラー（FW）式のD型2胴水管ボイラーが採用され、蒸気発生量は39トン/時であった。蒸気性状は28DDと同様、圧力30 kgf/cm2 (430 lbf/in2)、温度400 °C (752 °F)とされた。
本艦は、速力面ではディーゼル艦より優れていたものの、上記のように艦内容積への圧迫が大きく、また航続距離でも劣ったことから、以後のDEで蒸気タービン主機が採用されることはなかった。

## 装備
28年度計画DEの兵装はおおむね共通であり、基本的には上記のくす型警備船（PF）をもとに、一部を更新した構成となっている。

### センサー
レーダーは、DEながらも対空捜索用と対水上捜索用の2基を搭載するというDDに準じた体制をとっており、対空捜索用としては28DDで搭載したAN/SPS-6をもとに小型化して開発したOPS-2、また対水上捜索用としては28DDと同じOPS-3を搭載した。ただしOPS-2は、DEに搭載できるようにアンテナを小型化したことから、目標の探知性能は大幅に低下せざるをえなかった。またソナーは28DDと同構成で、捜索用としてQHBaを、また攻撃用としてQDAを搭載した。

### 武器システム
艦砲としては、PFで搭載されていた50口径7.6cm単装砲（Mk.22 3インチ砲）をライセンス生産した54式が搭載され、Mk.51 mod.2方位盤による指揮を受けた。対空兵器としては56口径40mm連装機銃Mk.1が搭載された。
対潜兵器もPFで搭載されたアメリカ製兵器のデッドコピーが搭載されており、ヘッジホッグMk.10対潜迫撃砲をもとにした試製54式対潜弾投射機、爆雷投射機Mk.6（K砲）をもとにした54式爆雷投射機、および54式爆雷投下機12型が搭載された。

### 特別改造
28年度計画DEは、対潜艦としての性能の追求よりも、まず米海軍のDEに相当する警備船を国内で建造することに意義を求めた部分があり、上記の通り、装備には既に陳腐化している部分も少なくなかった。このことから、1958年末より、性能の不備を是正するための特別改造工事が行われた。これにより、艦砲は50口径7.6cm単装速射砲（Mk.34 3インチ砲）に、また砲射撃指揮装置もレーダー装備のMk.63（1基）に更新され、代償として40mm連装機銃のうち1基を撤去するとともに爆雷兵装も半減した。またソナーについても、QHBaは改良型のSQS-11Aに、またQDAもSQR-4に更新された。さらにカッター1隻が撤去されている。

## 艦歴
「あけぼの」は、昭和28年度乙型警備艦1201号艦として、石川島重工業東京工場で1954年12月10日に起工され、1955年10月15日に進水、1956年3月20日に就役し、呉地方隊に編入された。
- 1956年5月15日、第1護衛隊群に編入。同年8月1日、第1護衛隊群隷下に第7護衛隊が新編され「いかづち」、「いなづま」とともに編入された。
- 1958年12月12日から1959年3月25日の間で、三菱神戸造船所において特別改造工事が行われた。
- 1960年6月4日、津軽海峡東口付近で夜間対潜訓練を実施中に僚艦「いなづま」の艦橋右舷に艦首が衝突、死傷者が出た。同年8月から石川島重工業において復旧工事を行い12月26日に完了した。
- 1964年12月10日、第7護衛隊が第3護衛隊群隷下に編成替え。
- 1969年5月20日、横須賀地方隊に編入され、定係港が横須賀に転籍。
- 1971年5月20日、横須賀地方隊隷下に第33護衛隊が新編され、同日付で就役した「あやせ」とともに編入。
- 1976年3月31日、艦内容積が不足し使い勝手が悪かったこともあって、新型DEの建造・配備の進展に伴って護衛艦としての籍を離れて保管船29号（YAC29）とされ、第2術科学校の停泊実習艦として使用された。
- 1981年3月30日、除籍。後に兵庫県赤穂市坂越で解体された。本艦は国産護衛艦で解体された最初の艦である。